# Kolbenhof (Bad Berneck im Fichtelgebirge)
Kolbenhof (oberfränkisch: Kolmhuf) ist ein Gemeindeteil der Stadt Bad Berneck im Fichtelgebirge im Landkreis Bayreuth (Regierungsbezirk Oberfranken, Bayern). Kolbenhof liegt in der Gemarkung Wasserknoden.

## Lage
Westlich der Einöde liegt das Waldgebiet Weidig, im Südwesten steigt das Gelände zum Gondelberg (580 m ü. NHN) an. Ein Anliegerweg führt nach Wasserknoden zur Kreisstraße BT 49 (0,4 km östlich).

## Geschichte
Kolbenhof war ursprünglich Haus Nr. 38 von Wasserknoden. Um 1776 bis 1853 war die Familie Kolb Besitzer des Anwesens. Nach ihr wurde das Anwesen benannt.
Mit dem Gemeindeedikt wurde Kolbenhof dem 1811 gebildeten Steuerdistrikt Marktschorgast und der 1812 entstandenen Ruralgemeinde Wasserknoden zugewiesen. Am 1. Juli 1972 wurde Kolbenhof im Zuge der Gebietsreform in Bayern nach Bad Berneck im Fichtelgebirge eingemeindet.

### Einwohnerentwicklung
| Jahr      | 001950 | 001961 | 001970 | 001987 |
| Einwohner | 12     | 3      | 8      | 8      |
| Häuser    | 1      | 1      |        | 1      |
| Quelle    | [ 10 ] | [ 11 ] | [ 12 ] | [ 1 ]  |

## Religion
Die Katholiken sind nach St. Jakobus der Ältere (Marktschorgast) gepfarrt, die Protestanten sind nach (Bad) Berneck im Fichtelgebirge gepfarrt.